# Anna Rehn
Anna Margareta Rehn, född 14 april 1982, är en svensk före detta fotbollsspelare (försvarare). Hennes moderklubb är Sävar IK.
År 2007 var Rehn lagkapten i Umeå Södra FF när de tog steget upp i Damallsvenskan 2008. Hon spelade därefter 20 av 22 matcher för Umeå Södra i Damallsvenskan, men laget åkte ur, och efter en halv säsong i Norrettan 2009 flyttade hon till Sundsvall. 2010 värvades hon till Matfors IF.